# Торинела (Ливорно)
Торинела је насеље у Италији у округу Ливорно, региону Тоскана.
Према процени из 2011. у насељу је живело 4 становника. Насеље се налази на надморској висини од 8 м.